# Vireo cassinii
Vireo cassinii е вид птица от семейство Vireonidae.

## Разпространение
Видът е разпространен в Гватемала, Канада, Мексико и САЩ.